# Anthisnes
Anthisnes (en való Antene) és un municipi belga de la província de Lieja a la regió valona. El 61% del seu territori són terres de conreu i el 26% boscos. Es troba al Condroz, als contraforts de la vall de l'Ourthe.

## Localitats
Anthisnes, Baugnée, Berleur, Coibehay, Hestreux, Hody, Houchenée, Lagrange, La Ramée, La Rock, Les Floxhes, Limont, Moulin, Rapion, Targnon, Tavier, Tolumont, Viegeay, Vien (ou 'Vien-Anthisnes'), Villers-aux-Tours et Xhos.